# Parque nacional Pieljekaise
El parque nacional Pieljekaise es un parque nacional sueco. Se encuentra ubicado a 10 km al sur de Jäkkvik en el municipio de Arjeplog, Laponia. El parque que fue fundado en 1909, posee una extensión de 15 340 ha y consiste en su mayor parte de bosques de abedul.
El parque se encuentra atravesado por la senda Kungsleden, la cual continúa dentro de la vecina reserva natural Vindelfjällens, una de las áreas protegidas más extensas de Europa.